# 沃爾默島
76°44′S 150°30′W / 76.733°S 150.500°W
沃爾默島是南極洲的島嶼，位於克羅嫩韋特島西北面13公里，長20公里，該島由美國探險隊發現，以美國海軍上尉命名，現時受南極條約體系管理。